# Генерал-квартирмейстер

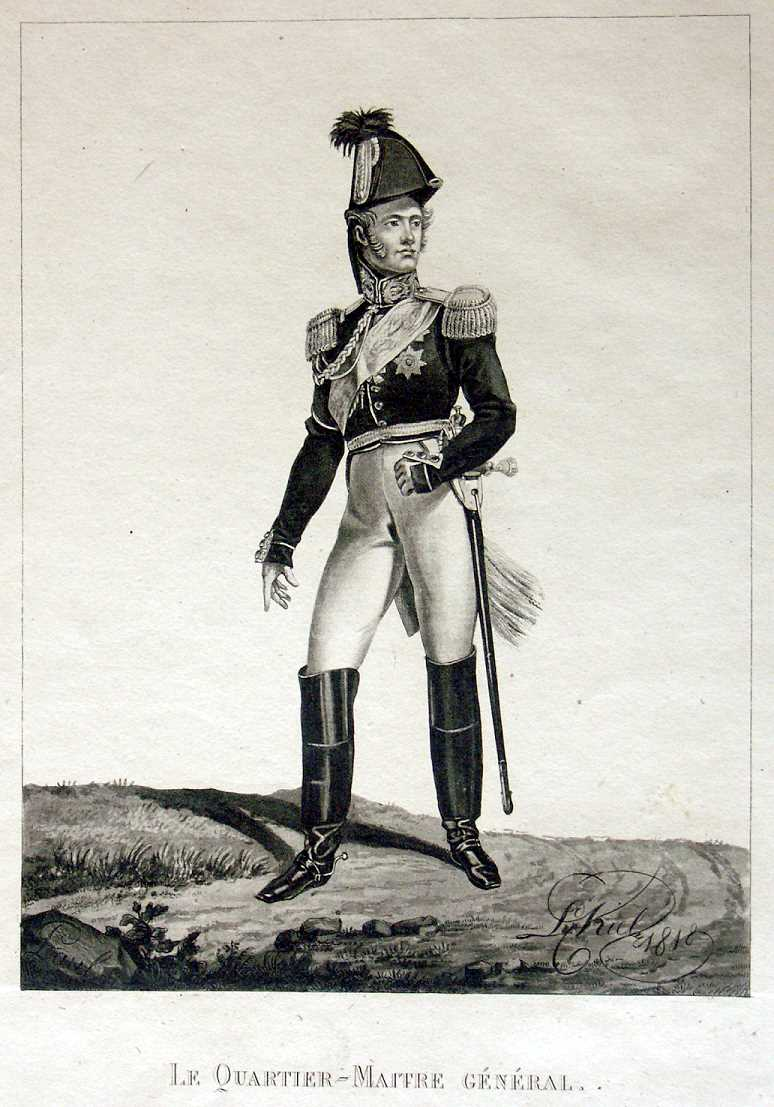
Лев Киль. Форма одежды генерала-квартирмейстера эпохи Наполеоновских войн.

Генера́л-квартирме́йстер (в буквальном переводе с немецкого — генерал-начальник квартир) — одна из высших штабных должностей, учреждавшаяся в вооружённых силах некоторых государств.
В других источниках указано что Генерал-квартирмейстер звание, присвоенное в некоторых армиях лицам, состоящим во главе отделов высших учреждений, ведающих специальными работами генерального штаба и начальник генерального штаба армии. Генерал-квартирмейстер руководил осмотром местности, дорог, расположением войск на квартирах и биваках; исполнителями его распоряжений были полковые и ротные квартирмейстеры. Вот почему в большинстве армий до XIX века штаб назывался квартирмейстерским штабом, квартирмейстерской частью

## История
Впервые звание появилось в армиях Западной Европы вслед за появлением должности квартирмейстеров.
При царе Алексее Михайловиче в 1630-е годах, в полках «нового строя» появились полковые сторожеставцы и станоставцы. В середине XVII века полковых сторожеставцев и станоставцев по примеру армий западно-европейских государств стали именовать квартирмейстерами. Уже в 1698 году, в «Воинском уставе Вейде» указывалось о желательности учреждения в армии должности генерал-квартирмейстера, что стало окончательно ясно после неудачного Нарвского сражения 1700 года; в 1701 году генерал-фельдмаршал Б. П. Шереметев писал Петру I: «…при армии надлежит быть, и без того невозможно, одного человека генерал-квартирмейстера»; 9 февраля 1702 года была учреждена должность генерал-квартирмейстера как помощника главнокомандующего по «оперативным» вопросам и на неё назначен князь А. Ф. Шаховской.
В 1711 году была учреждена квартирмейстерская часть, которая первоначально не представляла собой отдельного учреждения и создавалась высшими войсковыми начальниками только в штабах действующей армии (на период боевых действий). По штату квартирмейстерская часть должна была состоять из 184 различных чинов, в числе которых два генерал-квартирмейстера (по числу отдельных армий) и трёх капитанов над вожатыми. Согласно воинскому уставу 1716 года состав чинов квартирмейстерской части был иным: так, при каждой отдельной армии должен был находиться генерал-квартирмейстер и его помощник — генерал-квартирмейстер-лейтенант в звании полковника (их могло быть и два), а в каждой дивизии — по одному обер-квартирмейстеру в ранге майора. Относительно генерал-квартирмейстера указывалось, что 

сей чин требует мудрого, разумного и искусного человека в географии и фортификации, понеже ему надлежит учреждать походы, лагери и по случаю — фортификации и ретраншементы, и над оными надзирание иметь… А ежели таковой генерал-квартирмейстер и артиллерию при том же разумеет, то он может по случаю и оною командовать. А особливо надлежит ему генерально оную землю знать, в которой свое и неприятельское войско обретается…

Под «начальством» генерал-квартирмейстера, согласно воинскому уставу, состояли генерал-штабс-квартирмейстер (квартирмейстер главной квартиры в звании капитана) и генерал-штабс-фурьеры (квартирьеры при генеральном штабе в звании прапорщика). При отсутствии в армии генерал-инженера его обязанности возлагались на генерал-квартирмейстера.
В 1731 году императрицей Анной Иоанновной был утверждён новый штат квартирмейстерской части (службы), разделённый на штат мирного и военного времени. В мирное время полагалось иметь 5 чинов: генерал-квартирмейстер, два генерал-квартирмейстер-лейтенанта и два генерал-штабс-квартирмейстера. В военное время — 13 чинов: два генерал-квартирмейстера, два генерал-квартирмейстер-лейтенанта, пять обер-квартирмейстера, два генерал-штабс-квартирмейстера и два штабс-фурьера. При этом были сокращены капитаны над вожатыми.
Опыт Семилетней войны выявил многие недостатки квартирмейстерской части как вспомогательного органа высшего командования, что повлекло создание на базе её в 1763 году Генерального штаба. Во второй половине XIX века должности генерал-квартирмейстеров были введены в штабах военных округов. Генерал-квартирмейстеры стали ближайшими помощниками начальников штабов. Они занимались вопросами размещения и передвижения войск, их боевой подготовкой, мобилизационной готовностью.
В России первоначально генерал-квартирмейстеры назначались только на время войны, но с конца XVIII века должность стала постоянной. Изначально в обязанности генерал-квартирмейстера входило изучение местности, организация расположения и передвижения войск и госпиталей, подготовка карт, возведение укреплений, обеспечением тыловой инфраструктуры. Позднее к ним прибавились обязанности по руководству разведкой, строительству мостов, ведению детальных записей о сражениях.
Генерал-квартирмейстер российского Генерального штаба к началу XX века был ближайшим помощником начальника Генерального штаба по исполнению оперативных и стратегических задач, по заведованию службою офицеров генерального штаба и по руководству их военно-научными занятиями и работами. Окружные генерал-квартирмейстеры были ближайшими сотрудниками начальников штабов военных округов по всем вопросам и делам, касающимся размещения, передвижения и службы войск, их боевой подготовки и мобилизационной готовности; на него возлагалось общее руководство специальными занятиями офицеров генерального штаба, состоявших при войсках и управлениях округа, составление аттестационных списков всем офицерам генерального штаба в округе.
На начало XX столетия в России Управление генерал-квартирмейстера входило в состав Главного управления Генерального штаба и ведало военно-статистической частью и службою по Генеральному штабу, и в некоторых военных округах при окружных штабах состояли генерал-квартирмейстеры, ведающие всем, что касается воинских частей округа в указанном отношении.
После Первой мировой войны должность генерал-квартирмейстера была упразднена в большинстве вооружённых сил, их функции были переданы в отделы генерального штаба и штабов военных округов.

## Персоналии
Ниже представлены персоналии (возможно не все) имевшие звание Генерал-квартирмейстер (года):
- А. Ф. Шаховской (1702—1705)

…
- Ф. В. Баур (1772—1783)
- М. В. Каховский (1783—1789)
- Я. М. Пистор (1789—1796)
- А. А. Аракчеев (1797—1799, с перерывом в 1798)
- И. И. Герман (и.о., 1798)
- Г. Г. Кушелев (и.о., 1799)
- П. А. Толстой (1799—1800)
- М. Л. Булатов (1800)
- Ф. Ф. Штейнгель (1800)
- Ф. М. Герард (1800—1801)
- П. К. Сухтелен (1801—1808)
- М. С. Вистицкий (и.о., 1808—1810)
- П. М. Волконский (1810—1815)
- К. Ф. Толь (1815—1823)
- А. И. Хатов (и.о., 1823—1825)
- А. А. Адеркас (1825—1826)
- П. П. Сухтелен (1826—1830)
- А. И. Нейдгардт (1830—1834)
- Ф. Ф. Шуберт (и.о., 1834—1843)
- Ф. Ф. Берг (1843—1855)
- В. К. Ливен (1855—1861)
- А. И. Веригин (1861—1865)